# Залога, Анатолий Гордеевич
Анатолий Гордеевич Залога — советский хозяйственный и государственный деятель, лауреат Государственной премии СССР за выдающиеся достижения в труде.

## Биография
Родился в 1936 году. Член КПСС.
Окончил Благовещенское речное училище и Новосибирский институт инженеров водного транспорта.
Трудовую деятельность начал в 1956 году штурманом на судах Амурского пароходства.
В 1969 году назначен капитаном теплохода «Пирогов».
Одним из первых командиров перешёл на полное совмещение профессий: с 1971 года работал и капитаном, и вторым помощником механика буксира-толкача ОТА-815.
Был инициатором толкания большегрузных составов грузоподъёмностью свыше 6 тыс. тонн. С помощью формирования составов в различные счалы добился повышения скорости при толкании без дополнительных затрат энергии. Благодаря этому грузоподъёмность составов была увеличена до 11 тыс. тонн.
В 1975 году перевёз 100 тыс. тонн угля на линии Поярково — Амурск — Комсомольск-на-Амуре с грузооборотом 115 млн т·км одним толкачом типа ОТА-800. По данным на 2008 год, этот рекорд не побит ни одним экипажем. За высокие производственные показатели удостоен ордена Трудового Красного Знамени. В 1976 году присвоено звание «Лучший рационализатор речного флота».
С 1976 по 1987 год работал капитаном-механиком теплохода ОТ-2068. Опробовал и внедрил составы грузоподъёмностью 12—20 тыс. тонн. По итогам навигации 1977 года экипажу присвоено звание «Лучший экипаж навигации 1977 года Министерства речного флота РСФСР» с вручением вымпела и денежной премии.
В 1981 году возглавил бригаду из 9 толкачей, работающих на перевозках угля на линии Поярково — Амурск — Комсомольск-на-Амуре.
В 1982 году Президиум Верховного Совета РСФСР присвоил капитану Залоге почётное звание «3аслуженный рационализатор РСФСР».
В 1983 году его бригада первой на Амуре выполнила грузооборот 1052,8 млн т·км, обеспечив безаварийную работу.
В 1987 году принял новый толкач РТ-709.
Умер в 1996 году после тяжёлой болезни.

## Награды
- орден Трудового Красного Знамени (1975)
- бронзовая медаль ВДНХ (1979)
- орден Октябрьской революции с присвоением звания «специалист высшего класса»;
- Государственная премия СССР за выдающиеся достижения в труде (1986) — за большой личный вклад в высокоэффективное использование автомобильного и водного транспорта.

## Память
В октябре 1996 года одному из буксиров-толкачей Амурского пароходства присвоено имя «Капитан Залога».